# 핏케언어
핏케언어(Pitkern), 핏케언-노퍽(Pitcairn-Norfolk) 또는 핏케언니즈(Pitcairnese)는 1996년 6월 기준으로 핏케언 제도의 공용어 중 하나이다. 이 언어는 영어와 타히티어가 혼합되어 있으며, 캔트어(cant), 파트와(patois), 아틀란틱 크리올어를 포함한 여러 학자들에 의해 많은 분류가 주어졌다. 태평양의 섬들에서 쓰이지만, 태평양의 영국 크리올과의 연관성이 없기 때문에 아틀란틱 크리올(Atlantic Creole)로 묘사되어 왔다. 핏케언 제도에는 50명 미만의 화자가 있으며, 1971년 이후 그 수는 꾸준히 감소하고 있다.

## 단어
| 핏케언어                 | 한국어                          |
| ------------------------ | ------------------------------- |
| Whata way ye?            | 어떻게 지내?                    |
| About ye gwen?           | 어디가니?                       |
| You gwen whihi up suppa. | 저는 그렇게 생각하지 않습니다.  |
| I nor believe?           | 음식 좀 드실래요?               |
| Do' mine.                | 상관없어요.                     |
| Wa sing yourley doing?   | 당신은 무엇을 하고 있습니까?    |
| I se gwen ah big shep.   | 저는 배로 갑니다.               |
| Humuch shep corl ya?     | 배는 얼마나 자주 여기에 오나요? |
| Cum yorley sulluns!      | 애들아!                         |
| I se gwen ah nahweh.     | 수영하러가요.                   |
| Gude                     | 좋다                            |

## 같이 보기
- 오스트레일리아 영어
- 핏케언 제도
- 노퍽어